# Bystrzyca (powiat Lwówecki)
Bystrzyca (Duits: Wiesenthal) is een dorp in het Poolse woiwodschap Neder-Silezië.

## Bestuurlijke indeling
In de jaren 1945 - 1954 was Bystrzyca een zelfstandige gemeente. In de periode van 1975 tot aan de bestuurlijke herindeling van Polen in 1998 viel het dorp bestuurlijk onder woiwodschap Jelenia Góra, vanaf 1998 valt het onder woiwodschap Neder-Silezië, district Lwówecki en maakt deel uit van de gemeente Wleń.